# Bangu Athletic Club
O Bangu Athletic Club foi um clube futebolístico brasileiro sediado em Fortaleza, capital do Ceará. Fundado em 1919, foi um dos primeiros clubes da modalidade e um dos fundadores da Federação Cearense de Futebol. Em 1920, foi campeão do Torneio Início e encerrou suas atividades em 1922.

## Títulos
- Torneio Início do Ceará: 1920.[3]